# Никола Недков
Никола Иванов Недков е български медик, пластичен хирург, доцент, един от основателите на Катедрата по пластична хирургия в ИСУЛ.

## Биография
Роден e на 24 февруари 1897 г. в Габрово. Син е на изтъкнатия предприемач Иван Недков, който прави първата в Габрово железарска фабрика. Негови братя са инж. Симеон Недков и инж. Цветан Недков. Никола Недков завършва Априловска гимназия в града.
Приет е за студент по медицина в Берлин, Германия. След дипломирането си (1922 г.) е назначен за военен лекар в Лом, където започва да прави възстановителни операции.
По-късно специализира пластичната и възстановителна хирургия при проф. Во във Франция, насочен от проф. Станишев, чийто асистент е в Университетската хирургична клиника на Медицинския факултет в София.
През 1938 г. д-р Недков (тогава санитарен поручик) е назначен за началник на хирургическото отделение при Общовойсковата болница в София. През 1940 г. се уволнява по собствено желание. През 1945 г. е назначен за началник на I софийска специализирана хирургична МВБ (местна военна болница), имаща насоченост към възстановителната хирургия и протезиране, с отделение по лицево-челюстна хирургия. Работи и като ръководител на Протезния институт при Военно-инвалидния дом в София, и като началник на I хирургическо отделение на ОВБ, с насоченост и към възстановителната и пластична хирургия.
Участва в основаването на Катедрата по пластична хирургия в ИСУЛ (Институт за специализация и усъвършенстване на лекарите), която е първата специализирана. Защитава доцентура по пластична хирургия и става ръководител на същата катедра. Там работи до края на живота си.
Женен е за Цветана Стоянова Гузелска, потомка на стар видински род.
Почива на 18 септември 1955 г.

## Приноси
Известни са няколко оригинални метода на д-р Никола Недков за кожна пластика (Бойчев, Б. и съавт. 1955). Една от първите научни публикации за интрамедуларно заковаване при фрактури на дълги тръбести кости е също негова. В нея споделя опита си от лечението на 6 диафизарни фрактури на тибията, а освен това подробно описва показанията, преимуществата и техниката на Кюнчеровия метод. Известна е и оригиналната интрамедуларна остеосинтеза на Недков, използващ усукани Киршнерови игли. За нея е характерна така важната еластичност на фиксацията, което представлява определен оригинален принос (Недков, Н. Военно-медицинско дело 1948:73-91).
Превръща се в един от най-добрите български специалисти по пластична хирургия, постигнал резултати, които дори много десетилетия след това могат да съперничат на най-успешните оперативни намеси, с неоценими теоретични знания и опит. Проф. Бойчо Бойчев пише за него: „...Пръв Недков се заема със сериозно и задълбочено изучаване на материята и пръв в условията на една малка провинциална частна клиника започва практическото приложение на тази специалност у нас… И толкова по-ценен става неговият опит, защото е самобитен, без учител, придружен с предотвратяването на много трудности. За щастие Недков бе една творческа натура.“ 
Д-р Никола Недков написва две книги:
- Естетичните дефекти и оперативното им коригиране. София, 1941.
- Възстановителна хирургия на лицето. Наука и изкуство, 1956 г., под редакцията на Б. Бойчев